# Корови (фільм)
«Корови» (ісп. Vacas) — історична мелодрама, драма, дебютний фільм іспанського кінорежисера Хуліо Медема в повнометражному кіно, знятий в 1992 році. 
 У 1992 році фільм отримав Золотий Приз Міжнародного кінофестивалю у Токіо. Того ж року стрічка отримала Спеціальну відзнаку за фільм-дебют на кінофестивалі в Монреалі. У 1993 році Хуліо Медем отримав премію «Гойя» як найкращий режисер-початківець.

## Сюжет
«Корови» — це історія конфліктних і бурхливих відносин між двома баскськими родинами, Ірігібель і Менділусе, протягом трьох поколінь. Дія відбувається в маленькій долині Гіпускоан, де обидві родини живуть по сусідству, по різні боки пагорба. Таке близьке сусідство призводить до бурхливих зіткнень і вибухів божевільної люті між ними. 

Драма починається в 1875 році, в окопі, під час Другої карлістської війни, і закінчується через 60 років, влітку 1936 року, на початку Громадянської війни в Іспанії.
Фільм складається з чотирьох окремих новел різного періоду, самостійних самих по собі, але зв'язаних один з одним. «Боягузливий дроворуб» відноситься до 1875 року, «Сокири» — до 1905, «Темне дупло» — до 1915, і «Війна в лісі» — до 1936. Протягом цього часу змінюються три покоління корів — Тксагоррі, Пупіллу і Бланка — і людей, особи яких залишаються незмінними в кожному поколінні й виконуються тими ж акторами.

### Боягузливий дроворуб
1875 рік. Друга карлістська війна. Мануель Ірігібель, відомий «айсколарі» (дроворуб; рубка лісу — популярне змагання серед басків), і Кармело Меніділусе, власник сусідньої з ним ферми, опиняються в одному таборі прихильників Карла VII, які воюють проти лібералів. Мануель розшукав свого сусіда, щоб повідомити йому, що його дружина народила хлопчика. Починається бій, і обидва чоловіки воюють пліч-о-пліч. Раптово Мануеля охоплює панічний страх, і він не може вистрілити з рушниці. Коли Кармело хоче допомогти йому, його вбивають. Мануель обмазується його кров'ю і прикидається мертвим, що і рятує йому життя. Його кидають на віз, який перед тим переїхав йому ногу, та разом з трупами вивозять з поля бою. По дорозі до братської могили Мануель скочується з воза й тікає. Свідком всього, що сталося була тільки корова. Пройшовши крізь обліплене мухами око корови, ми переносимося на 30 років вперед і бачимо, що цей єдиний свідок був відбитий на картині старого і кульгавого Мануеля.

### Сокири
Старий Мануель несповна розуму. Він живе зі своїм сином Ігнасіо («айсколарі», як і його батько), його дружиною Мадаленою і трьома онуками. Останні 30 років Мануель практично нічого не робить, тільки пише дивних корів. Він не зміг перенести факту свого боягузства і вважає, що вже перейшов межу, яка відокремлює життя від смерті, і живе в своєму уявному світі. Тільки його шестирічна онука Крістіна знає його таємницю і разом з ним пише корів.
На сусідній фермі живе Пауліна, вдова Менділусе, і її двоє дітей, тридцятирічний Хуан і шістнадцятирічна Каталіна. Хуан, теж айсколарі, людина нервова, невпевнена у собі, якому треба постійно самостверджуватися. Він викликає Ігнасіо на дуель з рубки дерев і програє. Розлютившись, він починає таємно тренуватися, щоб взяти реванш. Катаріна не поділяє ненависті брата до сусіда. Між нею та Ігнасіо встановлюється невловимий чуттєвий зв'язок, але вони ще не переходять межі. Одного разу Хуан проходить повз те місце, де Ігнасіо рубає ліс. Він приєднується до нього, але розуміє, що відстає від нього за швидкістю. У кінцевому рахунку, не в силах стримати свою досаду, він видає нелюдський крик і кидає щосили свою сокиру туди, звідки лунає звук сокири його суперника. Сокира летить, як стріла, через дерева і встромляється в стовбур дерева. Каталіна біжить до того місця, побоюючись наслідків вчинку брата. Вона знаходить Ігнасіо, і вони займаються коханням в лісі, серед тирси та зрубаних дерев.

### Темне дупло
Проходить 10 років. Рік 1915. Ігнасіо найкращий «айсколарі» на поточний момент і дуже багатий. Хуан ж залишив сокиру і присвятив себе фермі, яка починає занепадати. Він відчайдушно хоче дбати про Каталіну і її незаконнонародженого сина, але те, як він це робить, відштовхує від нього і Каталіну, і Перу, її сина.
Перу весь свій час проводить з дідом Мануелем і своєю зведеною сестрою, яка стала в свої 16 років справжньою красунею. Мануель показує дітям дерево в лісі, постійно покрите мухами, як очі корови. У ньому глибоке дупло. Мануель кидає туди маленьких гризунів, які справляють дивне відлуння при падінні. Коли таке трапляється, Мануель каже, що дупло «запалюється».
Всі ці роки Ігнасіо і Каталіна таємно зустрічалися. Вони обидва нещасливі у своїх сім'ях і хочуть разом виїхати. Одного разу вранці Перу виявляє зникнення своєї матері. Він звинувачує свого дядька Хуана у вбивстві і біжить в ліс. Там він бачить старе дерево, покрите кров'ю. Але це не кров його матері, а улюбленої корови Мануеля, яку після її смерті розрубали і скинули в дупло. У лісі з'являється вершник, який відвозить його до батьків. Усі втрьох вони емігрують до Америки.

### Війна в лісі
1936 рік. Почалася Громадянська війна в Іспанії. Тридцятирічний Перу, що працює тепер репортером для американської газети, повертається в Іспанію висвітлювати події. Він приїжджає до місця свого дитинства і зустрічається з Кристиною, яка живе з матір'ю, дід Мануель помер кілька років тому. Між зведеними братом і сестрою виникає і росте любовне почуття, хоча Христина обіцяна іншому, Лукасу.
Якось вранці Лукас, співчуваючий республіканцям, з'являється в долині. Він вбиває двох солдатів, прихильників Франко, розрубує їх і кидає в бездонне дупло. Перу допомагає Лукасу заховати їх машину. На наступний день сусіднє село наводнюють франкістські війська, які розшукують республіканців. Між двома ворогуючими сторонами зав'язується перестрілка, під час якої вбивають Лукаса. Перу і Кристина тікають у ліс і пристрасно цілуються.
Перу арештований і посаджений у в'язницю. Боячись, що його розстріляють, Перу заперечує будь-який свій зв'язок з республіканцями, посилаючись на те, що він кореспондент. Всіх захоплених розстрілюють, крім Перу. Онук Мануеля рятується, як і його дід, шляхом негідного вчинку. Історія робить повний оборот.
Перу повертається в долину, де його чекає Христина. Вони знаходять прив'язаного до дерева коня якогось солдата і виїжджають в ліс.
Остання новела говорить нам про способи виживання з деяким романтизмом, який можна зрозуміти до кінця тільки тоді, коли сам пройдеш через темні ділянки життя. Ці темні стежки і бачить старий Мануель в темному дуплі старого дерева, навколо якого в'ється рій мух. Це той самий темний простір, наповнений часом і божевіллям, яке видно в глибині коров'ячих очей.

## У фільмі знімалися
- Емма Суарес — Кристина
- Кармело Гомес — Мануель в молодості/ Ігнасіо / Перу Ірігібель
- Ана Торрент — Каталіна
- Чема Бласко — Мануель в старості
- Карра Елехальде — Льєгоррі / Лукас
- Клара Бадьола — Мадален
- Кандідо Уранга — Кармела / Хуан
- Пілар Бардем — Пауліна
- Мігель Анхель Гарсіа — Перу в дитинстві
- Ане Санчес — Кристина в дитинстві

## Премії та нагороди
- Премія «Гоя» в номінації «Найкращий оригінальний сценарій» (1992)
- Золота нагорода на Міжнародному кінофестивалі у Токіо (1993)
- «Особлива відзнака» на фестивалі Світового кіно в Монреалі (1992)
- Приз міста Турин «Найкращому фільму» (1992)